# Мицура, Анна Ивановна
А́нна Ива́новна Мицура  (до замужества Бу́дник бел. Ганна Іванаўна Буднік; род. 20 октября 1922, д. Куритичи, Петриковский район) — передовик советского сельского хозяйства, звеньевая колхоза «Большевик» Пертиковского района Полесской области, Герой Социалистического Труда (1952).
С 1939 года работала в колхозе «Дорога к социализму» Петриковского района Полесской (ныне Гомельской) области. С 1951 года — звеньевая звена по выращиванию кок-сагыза, в 1953—1977 годах — в колхозе «Большевик» Петриковского района. Звание Героя Социалистического Труда присвоено Указом Президиума Верховного Совета СССР от 31 мая 1952 года за получение высокого урожая корней кок-сагыза в 1951 году.